# Trophée des AP Assurances 2019-2020
Navigation
2018-2019 2020-2021
Le Trophée des AP Assurances 2019-2020, officiellement DVV Verzekeringen Trofee 2019-2020 est la 33e édition du Trophée des AP Assurances (anciennement Trophée Gazet van Antwerpen et Trophée Banque Bpost). Il est composé de huit manches pour les hommes élites, espoirs et pour les femmes, toutes ayant lieu en Belgique entre le 1er novembre 2019 et le 8 février 2020. Toutes les courses élites et femmes font partie du calendrier de la saison de cyclo-cross masculine et féminine 2019-2020. L'ensemble des résultats obtenus lors des courses des élites hommes et femmes ainsi que pour les espoirs donne lieu à un classement général au temps et non par points comme auparavant. Les juniors, quant à eux, n'ont pas de classement officiel. 
Pour cette édition, le Jaarmarktcross et le Scheldecross disparaissent, tandis que le Hotondcross fait son retour et qu'une nouvelle manche est organisée à Courtrai, le CAPS Urban Cross.

## Hommes élites

### Résultats
| # | Date         | Lieu                                         | Vainqueur            | Deuxième        | Troisième              | Leader du classement général |
| - | ------------ | -------------------------------------------- | -------------------- | --------------- | ---------------------- | ---------------------------- |
| 1 | 1er novembre | Audenarde (Koppenbergcross)                  | Eli Iserbyt          | Thomas Pidcock  | Michael Vanthourenhout | Eli Iserbyt                  |
| 2 | 17 novembre  | Hamme (Flandriencross)                       | Mathieu van der Poel | Laurens Sweeck  | Tim Merlier            | Eli Iserbyt                  |
| 3 | 30 novembre  | Courtrai (CAPS Urban Cross)                  | Mathieu van der Poel | Tim Merlier     | Toon Aerts             | Eli Iserbyt                  |
| 4 | 14 décembre  | Renaix (Hotondcross)                         | Toon Aerts           | Eli Iserbyt     | Mathieu van der Poel   | Eli Iserbyt                  |
| 5 | 27 décembre  | Loenhout (Azencross)                         | Mathieu van der Poel | Eli Iserbyt     | Corné van Kessel       | Eli Iserbyt                  |
| 6 | 1er janvier  | Baal (Grand Prix Sven Nys)                   | Mathieu van der Poel | Eli Iserbyt     | Thomas Pidcock         | Eli Iserbyt                  |
| 7 | 5 janvier    | Bruxelles (Brussels Universities Cyclocross) | Mathieu van der Poel | Eli Iserbyt     | Corné van Kessel       | Eli Iserbyt                  |
| 8 | 8 février    | Lille (Krawatencross)                        | Wout van Aert        | Quinten Hermans | Toon Aerts             | Eli Iserbyt                  |

### Classement général
| Pos | Coureur                |    | Temps          |
| --- | ---------------------- | -- | -------------- |
| 1   | Eli Iserbyt            | en | 8 h 9 min 30 s |
| 2   | Michael Vanthourenhout | +  | 5 min 19 s     |
| 3   | Mathieu van der Poel   | +  | 7 min 43 s     |
| 4   | Corné van Kessel       | +  | 8 min 21 s     |
| 5   | Lars van der Haar      | +  | 12 min 23 s    |
| 6   | Tim Merlier            | +  | 14 min 14 s    |
| 7   | Tom Meeusen            | +  | 14 min 53 s    |
| 8   | Jens Adams             | +  | 15 min 52 s    |
| 9   | Toon Aerts             | +  | 16 min 4 s     |
| 10  | Laurens Sweeck         | +  | 18 min 19 s    |

## Femmes élites

### Résultats
| # | Date         | Lieu                                         | Vainqueur       | Deuxième        | Troisième           | Leader du classement général |
| - | ------------ | -------------------------------------------- | --------------- | --------------- | ------------------- | ---------------------------- |
| 1 | 1er novembre | Audenarde (Koppenbergcross)                  | Yara Kastelijn  | Annemarie Worst | Alice Maria Arzuffi | Yara Kastelijn               |
| 2 | 17 novembre  | Hamme (Flandriencross)                       | Annemarie Worst | Sanne Cant      | Ceylin Alvarado     | Yara Kastelijn               |
| 3 | 30 novembre  | Courtrai (CAPS Urban Cross)                  | Lucinda Brand   | Ceylin Alvarado | Annemarie Worst     | Annemarie Worst              |
| 4 | 14 décembre  | Renaix (Hotondcross)                         | Ceylin Alvarado | Annemarie Worst | Yara Kastelijn      | Annemarie Worst              |
| 5 | 27 décembre  | Loenhout (Azencross)                         | Ceylin Alvarado | Sanne Cant      | Annemarie Worst     | Ceylin Alvarado              |
| 6 | 1er janvier  | Baal (Grand Prix Sven Nys)                   | Ceylin Alvarado | Lucinda Brand   | Annemarie Worst     | Ceylin Alvarado              |
| 7 | 5 janvier    | Bruxelles (Brussels Universities Cyclocross) | Ceylin Alvarado | Annemarie Worst | Sanne Cant          | Ceylin Alvarado              |
| 8 | 8 février    | Lille (Krawatencross)                        | Ceylin Alvarado | Annemarie Worst | Shirin van Anrooij  | Ceylin Alvarado              |

### Classement général
| Pos | Coureuse            |    | Temps           |
| --- | ------------------- | -- | --------------- |
| 1   | Ceylin Alvarado     | en | 5 h 44 min 34 s |
| 2   | Annemarie Worst     | +  | 2 min 16 s      |
| 3   | Yara Kastelijn      | +  | 11 min 51 s     |
| 4   | Eva Lechner         | +  | 13 min 27 s     |
| 5   | Sanne Cant          | +  | 13 min 38 s     |
| 6   | Alice Maria Arzuffi | +  | 13 min 57 s     |
| 7   | Ellen Van Loy       | +  | 17 min 2 s      |
| 8   | Katherine Compton   | +  | 18 min 55 s     |
| 9   | Kim Van De Steene   | +  | 24 min 41 s     |
| 10  | Loes Sels           | +  | 26 min 51 s     |

## Hommes espoirs

### Résultats
| # | Date         | Lieu                                         | Vainqueur        | Deuxième        | Troisième      | Leader du classement général |
| - | ------------ | -------------------------------------------- | ---------------- | --------------- | -------------- | ---------------------------- |
| 1 | 1er novembre | Audenarde (Koppenbergcross)                  | Jens Dekker      | Ryan Kamp       | Gerben Kuypers | Jens Dekker                  |
| 2 | 17 novembre  | Hamme (Flandriencross)                       | Niels Vandeputte | Ryan Kamp       | Timo Kielich   | Ryan Kamp                    |
| 3 | 30 novembre  | Courtrai (CAPS Urban Cross)                  | Niels Vandeputte | Yentl Bekaert   | Timo Kielich   | Yentl Bekaert                |
| 4 | 14 décembre  | Renaix (Hotondcross)                         | Ryan Kamp        | Gerben Kuypers  | Joran Wyseure  | Yentl Bekaert                |
| 5 | 27 décembre  | Loenhout (Azencross)                         | Loris Rouiller   | Timo Kielich    | Thomas Mein    | Yentl Bekaert                |
| 6 | 1er janvier  | Baal (Grand Prix Sven Nys)                   | Antoine Benoist  | Timo Kielich    | Yentl Bekaert  | Yentl Bekaert                |
| 7 | 5 janvier    | Bruxelles (Brussels Universities Cyclocross) | Ryan Kamp        | Antoine Benoist | Timo Kielich   | Timo Kielich                 |
| 8 | 8 février    | Lille (Krawatencross)                        | Niels Vandeputte | Antoine Benoist | Ryan Kamp      |                              |

### Classement général
| Pos | Coureur          |    | Temps           |
| --- | ---------------- | -- | --------------- |
| 1   | Timo Kielich     | en | 6 h 56 min 44 s |
| 2   | Yentl Bekaert    | +  | 1 min 26 s      |
| 3   | Niels Vandeputte | +  | 2 min 45 s      |
| 4   | Anton Ferdinande | +  | 2 min 49 s      |
| 5   | Ryan Kamp        | +  | 4 min 27 s      |
| 6   | Seppe Rombouts   | +  | 5 min 36 s      |
| 7   | Andreas Goeman   | +  | 7 min 22 s      |
| 8   | Antoine Benoist  | +  | 8 min 45 s      |
| 9   | Jelle Camps]     | +  | 8 min 50 s      |
| 10  | Pim Ronhaar      | +  | 9 min 32 s      |

## Hommes juniors

### Résultats
| # | Date         | Lieu                                         | Vainqueur           | Deuxième             | Troisième            |
| - | ------------ | -------------------------------------------- | ------------------- | -------------------- | -------------------- |
| 1 | 1er novembre | Audenarde (Koppenbergcross)                  | Arne Baers          | Lennert Belmans      | Yorben Lauryssen     |
| 2 | 17 novembre  | Hamme (Flandriencross)                       | Victor Van de Putte | Arne Baers           | Jelle Harteel        |
| 3 | 30 novembre  | Courtrai (CAPS Urban Cross)                  | Thibau Nys          | Emiel Verstrynge     | Victor Van de Putte  |
| 4 | 14 décembre  | Renaix (Hotondcross)                         | Yorben Lauryssen    | Jetze Van Campenhout | Emiel Verstrynge     |
| 5 | 27 décembre  | Loenhout (Azencross)                         | Tibor Del Grosso    | Twan van der Drift   | Ward Huybs           |
| 6 | 1er janvier  | Baal (Grand Prix Sven Nys)                   | Thibau Nys          | Ward Huybs           | Lucas Janssen        |
| 7 | 5 janvier    | Bruxelles (Brussels Universities Cyclocross) | Lennert Belmans     | Jetze Van Campenhout | Matyáš Kopecky       |
| 8 | 8 février    | Lille (Krawatencross)                        | Thibau Nys          | Ward Huybs           | Jetze Van Campenhout |